# Wąsowo

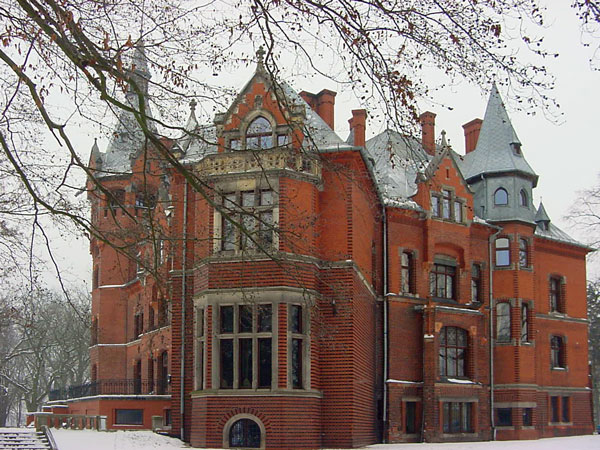
Schloss Wąsowo

Wąsowo (deutsch: Wonsowo) ist ein Dorf im Powiat Nowotomyski, Woiwodschaft Großpolen, in Polen. Es gehört zur Gemeinde Kuślin. Der Ort liegt 10 Kilometer nordöstlich von Nowy Tomyśl und 46 Kilometer westlich von Posen. 

## Geschichte
Im Jahre 1868 erwarb der nobilitierte Berliner Bankier Richard von Hardt (1824–1898) das Gut Wonsowo und bestimmte es zum Familienfideikommiss. Zwischen 1870 und 1872 ließ er nach Plänen des Berliner Architekten Gustav Erdmann das neugotische Schloss Wonsowo errichten, umgeben von einer weitläufigen Parkanlage. Die Schlossanlage steht heute unter Denkmalschutz.
Während der deutschen Besetzung Polens (1939–1945) wurde das Dorf in Hardt bzw. Hardtshufen umbenannt. Nach der Flucht und Vertreibung der deutschen Bevölkerung wurde das Dorf wieder in Wąsowo umbenannt.